# ニュー・サウンズ・イン・ブラス
「ニュー・サウンズ・イン・ブラス」（New Sounds in Brass）は、さまざまな楽曲を吹奏楽に編曲した、日本の楽譜およびレコード、CDのシリーズである。
楽譜およびレコード、CDが49集と、特別企画としてCD7枚が発売されている。楽譜はヤマハミュージックメディア（販売終了後はいくつかの楽曲がデ・ハスケなど国内外の出版社）から、レコードやCDの音源はEMIミュージック・ジャパン（1972年の第1集はCBSソニー、2024年の第49集は株式会社フロレスタン）から発売されている。音源の収録に際しては第26集・第39集を除き岩井直溥が指揮をしており、2014年の岩井直溥の没後の第43集からは天野正道が指揮をとっている。演奏は第4集以降は東京佼成ウインドオーケストラが、第44集では初めてシエナ・ウインド・オーケストラが担当した。また、ゲストとして猪俣猛、そうる透、オリタノボッタ、数原晋、エリック・ミヤシロ、中川英二郎らが演奏に参加している。
数多く作編曲を手がけた岩井直溥の他に、真島俊夫、星出尚志、森田一浩、天野正道、鈴木英史らが編曲を手掛けている。久石譲、浦田健次郎、小野崎孝輔、東海林修、佐橋俊彦、横内章次、宮川彬良も編曲を手掛けたことがあった。
「アフリカン・シンフォニー」「オーメンズ・オブ・ラヴ」「宝島」など、このシリーズによる演奏・楽譜により吹奏楽の人気曲となったものも数多い。
1972年の第1集発行以後1976年を除き毎年リリースされ続けたが、新型コロナウイルス感染症拡大によって演奏活動が制限されたことをきっかけに、2020年の第48集の発売をもって新譜の制作、発売が中止されていた。2023年に東京佼成ウインドオーケストラの主導で再開に向けてのプロジェクトが立ち上がり、クラウドファンディングの成立によって2024年に新たにCD制作と楽譜の出版が行われた。

## 歴史
- 1972年 - 第1集を発売。当時発売された音源はLPレコードでSQ4ch仕様であった。演奏は、ニュー・サウンズ・ウインド・アンサンブル。
- 1975年 - 第4集にて初めて東京佼成ウインドオーケストラが録音を担当する。
- 1987年 - 第15集にて初めてCD版を発売（LP版も併売）。
- 1988年 - 第16集にてLP版がなくなり、カセットテープ版が発売される（カセットテープは第16・17集のみ）。
- 1997年 - 25周年を記念して、企画版「ニュー・サウンズ・スペシャル」を発売。
- 1998年 - 企画版「ニュー・サウンズ・スペシャルII」を発売。
- 1999年 - 企画版「ニュー・サウンズ・レア・トラックス」「ニュー・サウンズ・イン・ブラス・スタンダース」を発売。
- 2000年 - 企画版「ニュー・サウンズ・ニュー・サウンズ・イン・ブラス フィーチャリング須川展也」を発売。
- 2003年 - 第31集にてコピーコントロールCD (CCCD) 化される（CCCDでの発売は第31集・32集のみ）。
- 2006年 - 企画版「ベスト・ニュー・サウンズ・イン・ブラス100」が発売される。
- 2012年 - 企画版「ニュー・サウンズ・イン・ブラス・スーパー・ベスト」が発売される。
- 2015年 - 第1集の復刻版「ニュー・サウンズ・イン・ブラス」がCD版で発売される。これにより、過去にLP版で発売された音源はすべてCD版で発売されたことになる。
- 2016年 - 第44集にて初めてシエナ・ウインド・オーケストラが録音を担当する。
- 2020年 - コロナ禍とCD不況により第48集の発売をもって凍結。
- 2024年 - クラウドファンディングにより再始動され、第49集が発売される。

## 収録曲
- ☆印は「ベスト・ニュー・サウンズ・イン・ブラス100」に収録されている曲。
- ★印は「ニュー・サウンズ・イン・ブラス・スーパー・ベスト」に収録されている曲。
- ○印は「ニュー・サウンズ・スペシャル」に収録されている曲。
- ●印は「ニュー・サウンズ・スペシャルII」に収録されている曲。
- ◇印は「ニュー・サウンズ・イン・ブラス・スタンダーズ Vol.1〜10」に収録されている曲。
- ◆印は「ニュー・サウンズ・イン・ブラス・ベスト・セレクション Vol.1〜10」に収録されている曲。
- □印は「ニュー・サウンズ・レア・トラックス」に収録されている曲。
- 特記なき場合、曲名の後ろの括弧は編曲者。また、指揮は注記がない場合、全て岩井直溥が担当。

### 1970年代
第1集（1972年）
A面
1. オブラディ・オブラダ★●◆◇ （編曲・指揮：岩井直溥）
2. イエスタデイ●◆◇ （編曲・指揮：岩井直溥）
3. ヘイ・ジュード● （編曲・指揮：岩井直溥）
4. ディス・ガイ （編曲・指揮：岩井直溥）
5. 恋よさようなら （編曲・指揮：岩井直溥）

B面
1. 雨にぬれても□（編曲・指揮：東海林修）
2. サンホセへの道□ （編曲・指揮：服部克久）
3. たぶん明日 （編曲・指揮：東海林修）
4. 明日の世界を美しく （編曲・指揮：服部克久）
5. 誓い （編曲・指揮：東海林修）

- 演奏：ニュー・サウンズ・ウインド・アンサンブル
- 解説：秋山紀夫
2015年に「ニュー・サウンズ・イン・ブラス」のタイトルでCD版が発売された。
「バンドジャーナル」1972年9月号 新譜紹介の記事による。後発のCDで「指揮：岩井直溥」と表記されているものがあるが、記録資料が整っていなかったため、岩井とみなして追記されたようである

第2集 ヤング・ポップス・イン・ブラス!!（1973年）
A面
1. ゴッドファーザーの愛のテーマ☆◆◇ （岩井直溥）
2. レット・イット・ビー☆◆◇ （河辺公一）
3. 出発の歌◆ （東海林修）
4. 栄光への脱出☆◆◇ （岩井直溥）
5. ララのテーマ☆◆◇ （たかしまあきひこ）
6. ミッシェル☆◆◇ （岩井直溥）

B面
1. 輝く星座（アクエリアス）☆◆◇ （岩井直溥）
2. エリナ・リグビー☆◆◇ （河辺公一）
3. 恋は水車のように◆ （東海林修）
4. 駅馬車☆◆ （岩井直溥）
5. ウエストサイド物語より“クール”◆ （岩井直溥）
6. ある愛の詩☆◆◇ （岩井直溥）

- 演奏：ニュー・フェスティバル・シンフォニック・バンド
- 解説：秋山紀夫

第3集（1974年）
A面
1. イエスタデイ・ワンス・モア☆◆◇ （編曲・指揮：岩井直溥）
2. 幸せの黄色いリボン☆◆◇ （編曲・指揮：河辺公一）
3. デイ・トリッパー☆◆◇ （編曲・指揮：岩井直溥）
4. 愛情の花咲く樹□ （編曲・指揮：野波光雄）
5. シング☆◆◇ （編曲・指揮：岩井直溥）

B面
1. マイ・ウェイ●◆◇ （編曲・指揮：岩井直溥）
2. トップ・オブ・ザ・ワールド☆◆◇ （編曲・指揮：浦田健次郎）
3. 明日に架ける橋☆◆◇ （編曲・指揮：たかしまあきひこ）
4. アンド・アイ・ラヴ・ハー☆◆◇ （編曲・指揮：河辺公一）
5. パピヨンのテーマ☆◆◇ （編曲・指揮：岩井直溥）

- 演奏：東京アンサンブルアカデミー
- 解説：鮎川信
- ゲストミュージシャン
  - 猪俣猛（ドラム）/荒川康男（ベース）/中牟礼貞則（エレキギター）/塚本紘一郎（アルトサックス）/宮沢昭、市原宏祐（テナーサックス）/砂原俊（バリトンサックス）/羽鳥幸次、佐野健二（トランペット）/中沢忠孝（トロンボーン）/山口弘治（ホルン）/山本孝（ユーフォニアム）

第4集（1975年）
A面
1. 愛のテーマ☆□ （岩井直溥）
2. プリーズ・ミスター・ポストマン◆ （岩井直溥）
3. 追憶のテーマ○◆◇ （浦田健次郎）
4. サニー☆◆ （岩井直溥）
5. 黒いジャガーのテーマ◆◇ （岩井直溥）

B面
1. ゴッドファーザーPARTII 〜愛は誰の手に〜●◆◇ （岩井直溥）
2. ユー・アー・ザ・サンシャイン・オブ・マイ・ライフ◆ （岩井直溥）
3. マイ・ラヴ☆◆◇ （浦田健次郎）
4. ボルサリーノ☆◆◇ （岩井直溥）

- 解説：鮎川信
- ゲストミュージシャン
  - 猪俣猛（ドラム）/荒川康男（エレキベース）/秋山実（エレキギター）/羽鳥幸次、佐野健一（トランペット）/宮沢昭（テナーサックス&フルート）/塚本紘一郎（アルトサックス）/山口弘治（ホルン）/中沢忠孝（トロンボーン）

第5集（1977年）
A面
1. オリーブの首飾り☆◆◇ （岩井直溥）
2. サバの女王☆◆◇ （小野崎孝輔）
3. サムシング☆◆◇ （岩井直溥）
4. マスカレード☆◆◇ （編曲・指揮：東海林修）
5. オー・シャンゼリゼ☆◆◇ （岩井直溥）

B面
1. ソウル・トレイン◆◇ （岩井直溥）
2. 涙のトッカータ◆◇ （浦田健次郎）
3. ハッスル□ （岩井直溥）
4. グッドバイ・モーニング◆ （小野崎孝輔）
5. アフリカン・シンフォニー☆★○◆◇ （岩井直溥）

- 解説：鮎川信
- ゲストミュージシャン
  - 猪俣猛（ドラム）/荒川康男（エレキベース）/中牟礼貞則（エレキギター）/鈴木重男（ソプラノサックス&アルトサックス）/宮沢昭（テナーサックス）/羽鳥幸次、数原晋（トランペット）/白須正義（トロンボーン）/山口弘治、下舘広起（ホルン）/江草啓介（コンボピアノ）/スイングル・キャッツ（コーラス）

第6集（1978年）
A面
1. ア・ハード・デイズ・ナイト☆◆◇ （岩井直溥）
2. 哀愁のアダージョ◆ （藤沢守）
3. 恋のアランフェス☆◆ （浦田健次郎）
4. 愛するデューク●◆◇ （岩井直溥）
5. パリのあやつり人形◆ （岩井直溥）

B面
1. フィーリング◆◇ （小野崎孝輔）
2. キャラバン☆◆◇ （岩井直溥）
3. ベンジーのテーマ◆ （岩井直溥）
4. 燃える想い◆ （小野崎孝輔）
5. 踊りあかそう○◆◇ （岩井直溥）

- 解説：鮎川信
- ゲストミュージシャン
  - 猪俣猛（ドラム）/荒川康男（エレキベース）/野口武義（エレキギター）/数原晋（トランペット&フリューゲルホルン）/鍵和田道男（トロンボーン）/山口弘治（ホルン）/谷口和典（アルトサックス&クラリネット）

第7集（1979年）
A面
1. A列車で行こう○◆◇ （岩井直溥）
2. ステイン・アライヴ☆◆◇ （岩井直溥）
3. 夢想花□ （小野崎孝輔）
4. ゲット・バック☆◆◇ （岩井直溥）
5. メイム <メドレー>◆◇ （岩井直溥）
テーマ - もし彼がやって来たら - お月さまに住む佳人 - 新しい窓を開こう

B面
1. サウンド・オブ・ミュージック <メドレー>★●◆◇ （岩井直溥）
サウンド・オブ・ミュージック - ドレミの歌 - ひとりぼっちの羊飼い - さようなら、ごきげんよう - エーデルワイス - すべての山に登れ
2. ダンシング・クィーン☆◆◇ （岩井直溥）
3. アダージョ◆ （久石譲）
4. 宇宙のファンタジー☆◆◇ （久石譲）

- 解説：鮎川信
- ゲストミュージシャン
  - 猪俣猛（ドラム）/荒川康男（エレキベース）/中牟礼貞則（エレキギター）/数原晋（トランペット）/鍵和田道男（トロンボーン）/山口弘治（ホルン）/市原宏祐（テナーサックス&クラリネット）/久石譲（シンセサイザー）

### 1980年代
第8集（1980年）
A面
1. 四季より「春」◆ （久石譲）
2. ティコ・ティコ☆◆◇ （岩井直溥）
3. ライズ☆□ （小野崎孝輔）
4. マイ・フェア・レディ 〈メドレー〉◆◇ （岩井直溥）
運がよければ - 踊りあかそう - 忘れられぬ君 - なんて素晴らしい - 君住む街角

B面
1. マッカーサー・パーク☆★◆ （岩井直溥）
2. フィール・ソー・グッド☆◆ （久石譲）
3. パリのアメリカ人☆◆◇ （岩井直溥）
4. ウィー・アー・オール・アローン★○◆◇ （小野崎孝輔）

- 解説：鮎川信
- ゲストミュージシャン
  - 猪俣猛（ドラム）/荒川康男（エレキベース）/中牟礼貞則（エレキギター）/羽鳥幸次（トランペット）/白須正義（トロンボーン）/山口弘治（ホルン）/宮沢昭（テナーサックス）

第9集（1981年）
A面
1. シング・シング・シング○◆◇ （岩井直溥）
2. ブラジル●◆◇ （岩井直溥）
3. ストレンジャー・イン・パラダイス◆ （小野崎孝輔）
4. ピンク・パンサーのテーマ☆◆◇ （小野崎孝輔）
5. ディズニー・メドレー★○◆◇ （岩井直溥）
ミッキー・マウス・マーチ - 小さな世界 -  ハイホー - 狼なんかこわくない - いつか王子様が - 口笛吹いて働こう - 星に願いを

B面
1. インテルメッツォ・ナンバーワン◆ （岩井直溥）
2. マスター・ブラスター□ （久石譲）
3. ナイス・ショット□ （久石譲）
4. サンバ・デ・ミネルバ☆◆◇ （岩井直溥）
5. バードランド☆◆◇ （岩井直溥）

- 解説：谷たもつ
- ゲストミュージシャン
  - 猪俣猛（ドラム）/荒川康男（エレキベース）/中牟礼貞則（エレキギター）/羽鳥幸次（トランペット）/鍵和田道男（トロンボーン）/山口弘治（ホルン）/谷口和典（テナーサックス）/清水万紀夫（クラリネット）

第10集（1982年）
A面
1. レッツ・ダンス☆◆◇ （岩井直溥）
2. 飾りのついた四輪馬車◆ （岩井直溥）
3. シェリト・リンド☆◆◇ （岩井直溥）
4. 愛のコリーダ☆◆◇ （久石譲）
5. 愛のコンチェルト◆ （久石譲）

B面
1. ウェストサイド物語 〈メドレー〉◆◇ （岩井直溥）
2. アメリカ - トゥナイト - マンボ
3. さらばジャマイカ☆◆ （真島俊夫）
4. エンドレス・ラヴ◆◇ （三枝成章）
5. ハロー・ドーリー☆◆ （岩井直溥）
6. グリズリーのテーマ◆ （岩井直溥）

- 解説：石上禮男
- ゲストミュージシャン
  - 猪俣猛（ドラム）/荒川康男（エレキベース）/中牟礼貞則（エレキギター）/数原晋（トランペット）/鍵和田道男（トロンボーン）/山口弘治（ホルン）/宮沢昭（テナーサックス）/佐野正明（クラリネット）

第11集（1983年）
A面
1. ビギン・ザ・ビギン☆◆◇ （岩井直溥）
2. 真珠の首飾り☆◆◇ （真島俊夫）
3. ア・ディープ/海溝□ （久石譲）
4. サンチェスの子供たち☆◆◇ （岩井直溥）
5. ロックン・ロール・メドレー◆ （岩井直溥）
ロック・アラウンド・ザ・クロック - ロックン・ロール・ミュージック - ハートブレーク・ホテル - ダイアナ - ハウンド・ドッグ

B面
1. 幻想即興曲◆ （藤田玄播）
2. シボネー☆◆◇ （岩井直溥）
3. ファンダンゴ☆◆◇ （森田一浩）
4. ワッキー・ダスト□ （久石譲）
5. ジョン・ウィリアムズ・メドレー◆◇ （岩井直溥）
E.T.のテーマ - 未知との遭遇 - スター・ウォーズ

- 解説：石上禮男
- ゲストミュージシャン
  - 猪俣猛（ドラム）/荒川康男、高水健司（エレキベース）/中牟礼貞則、直居隆雄（エレキギター）/宮沢昭（テナーサックス）/数原晋（トランペット）/鍵和田道男（トロンボーン）/山口弘治（ホルン）/霧生トシ子（ピアノ）

第12集（1984年）
A面
1. ミュージカル“キャッツ”メドレー◆◇ （森田一浩）
オーヴァチュア - おばさん猫のガンビー・キャット - メモリー
2. ハリー・ジェームスに捧ぐ◆◇ （岩井直溥）
スリーピー・ラグーン - チリビリビン
3. ルート101☆□ （岩井直溥）
4. イエロー・サブマリン 〈シンフォニック・ヴァージョン〉☆◆◇ （小六禮次郎）
5. ボイジャー★◆（梶谷修）

B面
1. ナイトバーズ□ （中川賢二）
2. ミュージカル“ソフィスティケイテッド・レディーズ”メドレー◆◇ （中川賢二）
オーヴァチュア - 昔はよかったね - ソフィスティケイテッド・レディ - パーディド - スイングがなければ意味がない - ロッキン・イン・リズム
3. 76本のトロンボーン●◆◇ （岩井直溥）
4. チャーリー・チャップリンに捧ぐ◇◆ （岩井直溥）
スマイル「モダン・タイムス」より - テリーのテーマ「ライムライト」より
5. 恋のカーニバル◆ （岩井直溥）

- 解説：石上禮男
- ゲストミュージシャン
  - 猪俣猛（ドラム）/江藤勲、荒川康男（エレキベース）/杉本喜代志（エレキギター）/宮沢昭（テナーサックス）/数原晋（トランペット）/鍵和田道男（トロンボーン）/山口弘治（ホルン）/市川秀男（ピアノ）

第13集（1985年）
A面
1. マジック★◆ （岩井直溥）
2. ドント・セイ・ザット・アゲイン◆ （岩井直溥）
3. 航海◆ （小六禮次郎）
4. 心の愛☆◇ （中川賢二）
5. スターダスト☆◆◇ （小六禮次郎）

B面
1. 松田聖子ヒット・メドレー◆◇ （岩井直溥）
ハートのイアリング - 赤いスイートピー - Rock'n Rouge - SWEET MEMORIES
2. 今夜はビート・イット□ （久石譲）
3. ケアレス・ウィスパー☆◆◇ （岩井直溥）
4. ランデブー◆ （中川賢二）

- 解説：石上禮男
- ゲストミュージシャン
  - 猪俣猛（ドラム）/荒川康男（エレキベース）/津村泰彦（エレキギター）/市川秀男（ピアノ）/佐野正明、佐野博美（アルトサックス&ソプラノサックス）/宮沢昭（テナーサックス&ソプラノサックス）/数原晋（トランペット）/鍵和田道男（トロンボーン）/山口弘治（ホルン）

第14集（1986年）
A面
1. ヴァイブレーションズ☆◆ （岩井直溥）
2. サウス・ランパート・ストリート・パレード★○◆◇ （岩井直溥）
3. チェッカーズ・メドレー◆ （岩井直溥）
涙のリクエスト - 星屑のステージ - 哀しくてジェラシー - HEART OF RAINBOW（愛の虹を渡って） - ジュリアに傷心
4. ネバーエンディング・ストーリーのテーマ□（岩井直溥）

B面
1. コーラス・ライン・メドレー◆◇ （森田一浩）
ワン－君だけは（リハーサル） - 音楽と鏡 - アット・ザ・バレエ - 愛は消えない - ワン - 君だけは（フィナーレ）
2. オーメンズ・オブ・ラヴ★○◆◇ （真島俊夫）
3. ナイス・デイ◆ （森田一浩）
4. フェリス/ファンキー・ソンブレロ□ （岩井直溥）
5. ホワット・ア・ワンダフル・ワールド/この素晴らしき世界◆◇ （中川賢二）

- 解説：石上禮男
- ゲストミュージシャン
  - 猪俣猛（ドラム）/荒川康男（エレキベース）/中牟礼貞則（エレキギター）/数原晋（トランペット）/西山健治（トロンボーン）/宮沢昭（テナーサックス）

第15集（1987年）
1. コパカバーナ★○◇ （岩井直溥）
2. 虹の彼方に○◇ （岩井直溥）
3. 宝島★○◇ （真島俊夫）
4. すべてをあなたに☆◇ （森田一浩）
5. ジャングル・ファンタジー☆ （岩井直溥）
6. メリー・ゴーランド （佐々木邦雄）
7. フール・オン・ザ・ヒル☆◇ （岩井直溥）
8. ストライク・アップ・ザ・バンド☆ （小山恭弘）
9. ハレ◇ （岩井直溥）
10. スタートレック◇ （小長谷宗一）

- 解説：石上禮男
- ゲストミュージシャン
  - 猪俣猛（ドラム）/荒川康男（ダブルベース&エレキベース）/中牟礼貞則（エレキギター）/数原晋、白磯哮（トランペット）/鍵和田道男（トロンボーン）/須川展也（アルトサックス）/市原宏祐（ソプラノサックス&テナーサックス）/美野春樹（ピアノ）/塚山エリコ（シンセサイザー）

第16集（1988年）
1. ハイ・プレッシャー☆◇ （森田一浩）
2. 時の過ぎゆくままに◇ （小長谷宗一）
3. チュニジアの夜☆◇ （真島俊夫）
4. 慕情☆◇ （岩井直溥）
5. ラウンド・ミッドナイト☆◇ （真島俊夫）
6. タンゴ・ア・ラ・カルト◇ （森田一浩）
碧空 - 淡き光に - エル・チョクロ - 奥様お手をどうぞ - ジェラシー
7. 酒とバラの日々☆◇ （岩井直溥）
8. ラ・イスラ・ボニータ （小長谷宗一）
9. デサフィナード◇ （岩井直溥）

- 解説：石上禮男
- ゲストミュージシャン
  - 猪俣猛（ドラム）/荒川康男（ダブルベース&エレキベース）/中牟礼貞則（エレキギター）/数原晋（トランペット）/鍵和田道男（トロンボーン）/須川展也（アルトサックス）/市原宏祐（テナーサックス）

第17集（1989年）
1. ディズニー・メドレーII◇（佐橋俊彦）
ジッパ・ディー・ドゥー・ダー - スーパーカリフラジリスティックエクスピアリドーシャス - チム・チム・チェリー - ビビディ・バビディ・ブー - ふしぎの国のアリス - きみも飛べるよ
2. イパネマの娘☆◇ （岩井直溥）
3. 太陽風 （ボブ佐久間）
4. ニューヨーク・ニューヨーク☆ （岩井直溥）
5. ユーミン・ポートレート◇ （真島俊夫）
翳りゆく部屋 - あの日にかえりたい - リフレインが叫んでる - 朝陽の中で微笑んで - 卒業写真 - 中央フリーウェイ - 雨のステイション
6. アメリカン・グラフィティ◇ （岩井直溥）
悲しき片想い - 恋の片道切符 - オンリー・ユー - ミスター・ベースマン - ヴァケイション
7. ガーデン・パーティー （佐々木邦雄）
8. 引き潮☆◇ （森田一浩）
9. トゥルース☆◇ （星出尚志）
10. ラプソディー・イン・ブルー◇ （岩井直溥）

- 解説：石上禮男
- ゲストミュージシャン
  - 石松元（ドラム）/荒川康男、岡沢章（ベース）/中牟礼貞則（エレキギター）/数原晋（トランペット）/西山健治（トロンボーン）/須川展也（アルトサックス）/市原宏祐（テナーサックス）/鈴本明男（ウインドシンセサイザー）/佐々木邦雄（エレクトリックピアノ）/星出尚志（ピアノ）

### 1990年代
第18集（1990年）
1. マンボNo.5☆◇ （岩井直溥）
2. サテン・ドール☆◇ （市原宏祐）
3. 杏里メドレー◇ （岩井直溥）
CIRCUIT of RAINBOW - オリビアを聴きながら - 悲しみがとまらない
4. グッド・イブニング◇ （真島俊夫）
5. バットマン （佐橋俊彦）
バットマンのテーマ - バットダンス - パーティーマン
6. アメリカン・グラフィティII◇ （岩井直溥）
（可愛いベイビー - シェイク・ラトル・アンド・ロール - 砂に書いたラブレター - ベイビー・フェイス）
7. 枯葉 （小山恭弘）
8. ブランデンブルク協奏曲第3番 （横内章次）
9. マタドール （森田一浩）
10. カーペンターズ・フォーエバー◇ （真島俊夫）
シング - 愛のプレリュード - トップ・オブ・ザ・ワールド - 遙かなる影 - スーパースター - ふたりの誓い

- 解説：石上禮男
- ゲストミュージシャン
  - 猪俣猛（ドラム）/荒川康男、岡沢章（ベース）/裴明煥（エレキギター）/数原晋（トランペット）/西山健治（トロンボーン）/須川展也（アルトサックス）/市原宏祐（テナーサックス）

第19集（1991年）
1. ドレミの歌☆ （星出尚志）
2. フレネシー◇ （岩井直溥）
3. 目撃者 （真島俊夫）
4. セサミ・ストリート☆ （横内章次）
5. グラナダ☆◇ （森田一浩）
6. ハッピーランド （後藤洋）
7. マシュ・ケ・ナダ☆◇ （岩井直溥）
8. モーツァルト・ポップス・シンフォニー☆ （佐橋俊彦）
9. 今井美樹メドレー◇ （磯崎敦博）
瞳がほほえむから - 彼女とTIP ON DUO - 幸せになりたい
10. アメリカン・グラフィティIII 〜プレスリー・ヒット・メドレー〜◇ （岩井直溥）
ラブ・ミー・テンダー - ブルー・ハワイ - 冷たくしないで - アイ・ニード・ユア・ラブ・トゥナイト - 今夜はひとりかい? - ビー・バップ・ア・ルーラ - ボサ・ノバ・ベイビー - 好きにならずにいられない

- 解説：石上禮男、森田一浩
- ゲストミュージシャン
  - 猪俣猛（ドラム）/荒川康男、伊藤昌明（ベース）/萩谷清（エレキギター）/エリック宮城（トランペット）/鍵和田道男（トロンボーン）/須川展也（アルトサックス）/市原宏祐（テナーサックス）

第20集（1992年）
1. アイム・ア・ブラスバンド （岩井直溥）
2. ナイト・アンド・デイ◇ （小山恭弘）
3. カルメン （星出尚志）
アラゴネーズ - ハバネラ - 前奏曲
4. オエ・コモ・バ☆ （岩井直溥）
5. ワン・オクロック・ジャンプ☆◇ （横内章次）
6. アメリカン・グラフィティIV◇ （岩井直溥）
ビキニ・スタイルのお嬢さん - すてきな16才 - ワン・ボーイ - 情熱の花 - 16トン - カラーに口紅 - 想い出のサン・フランシスコ
7. ベイ・ブリーズ 〜New Sounds In Brassの父、岩井直溥氏に捧ぐ〜★◇ （作曲：真島俊夫）
8. 〈メドレー〉 〜CHAGE and ASKAのヒット・ソングより〜◇ （磯崎敦博）
モーニングムーン - SAY YES - 僕はこの瞳で嘘をつく
9. メイン・ストリート・エレクトリカル・パレード◇ （佐橋俊彦）
エレクトリック・ファンファーレ - バロック・ホウダウン - オール・イン・ザゴールデン・アフタヌーン - お誕生日じゃない日のうた - ふしぎの国のアリス - 小さな世界 - ジッパディー・ドゥーダー - シンデレラ - 口笛吹いて働こう - ミッキー・マウス・マーチ

- 解説：石上禮男、森田一浩
- ゲストミュージシャン
  - 猪俣猛（ドラム）/伊藤昌明、斉藤誠（ベース）/萩谷清（エレキギター）/エリック宮城（トランペット）/鍵和田道男（トロンボーン）/須川展也、田中靖人（アルトサックス）/市原宏祐（テナーサックス）/牧野正純（フルート）/小倉清澄（クラリネット）/小倉貞行（チューバ）

第21集（1993年）
1. スーパーカリフラジリスティックエクスピアリドーシャス☆ （星出尚志）
2. 〈メドレー〉 〜竹内まりやのヒット・ソングより〜 （宮川彬良）
不思議なピーチパイ - 駅 - 恋の嵐
3. マンボ・ジャンボ☆ （岩井直溥）
4. 〈メドレー〉 〜ドリームズ・カム・トゥルーのヒット・ソングより〜 （佐橋俊彦）
晴れたらいいね - 笑顔の行方 - 決戦は金曜日 - 晴れたらいいね
5. ニュー・サウンズ・イン・ブラス21 （作曲：岩井直溥）
6. “くるみ割り人形”より3つのダンスメドレー （鈴木英史）
アラビアの踊り - 花のワルツ - トレパーク＋中国の踊り
7. サンダーバード☆ （森田一浩）
8. アメリカン・グラフィティV （岩井直溥）
フライ・ミー・トゥー・ザ・ムーン - おお!キャロル - ジョニー・エンジェル - ブルー・レディに紅いバラ - 恋はフェニックス - バイ・バイ・バーディー
9. トリステーザ☆ （真島俊夫）
10. 南太平洋メドレー （横内章次）
魅惑の宵 - バリ・ハイ - ワンダフル・ガイ - ハッピー・トーク

- 解説：石上禮男、森田一浩
- ゲストミュージシャン
  - 猪俣猛、佐藤恭一（ドラム）/荒川康男、伊藤昌明（ベース）/萩谷清（エレキギター）/菅坡雅彦（トランペット）/清岡太郎（トロンボーン）/須川展也、田中靖人（アルトサックス）/市原宏祐（テナーサックス）

第22集（1994年）
1. ディズニー・メドレーIII （真島俊夫）
星に願いを - 4月の雨 - 右から2番目の星 - ベラ・ノッテ - いつか夢で - くまのプーさん - お砂糖ひとさじで
2. ジュ・トゥ・ヴ☆ （宮川彬良）
3. ハリウッド万歳☆ （岩井直溥）
4. 真夏の夜の夢 （星出尚志）
5. アメリカン・グラフィティVI （岩井直溥）
グッド・タイミング - 恋の売り込み - 君はわが運命 - 黄色いバスケット - パパ・ラヴズ・マンボ - この胸のときめきを
6. オールウェイズ・ラヴ・ユー （平部やよい）
7. イン・ザ・ムード☆ （岩井直溥）
8. ジャパニーズ・グラフィティ 〜G.S.コレクション〜 （横内章次）
ブルー・シャトウ - 思い出の渚 - 長い髪の少女 - 夕陽が泣いている - シーサイド・バウンド
9. Tomorrow's Affair（TVドラマ「じゃじゃ馬ならし」テーマ曲より） （奥慶一）
10. テキーラ （明光院正人）

- 解説：磯田健一郎
- ゲストミュージシャン
  - 猪俣猛（ドラム）/荒川康男、伊藤昌明（ベース）/萩谷清（ギター）/菅坡雅彦（トランペット）/清岡太郎（トロンボーン）/須川展也、田中靖人（アルトサックス）/市原宏祐（テナーサックス）

第23集（1995年）
1. エル・クンバンチェロ★ （岩井直溥）
2. バックドラフト 〈メドレー〉 （明光院正人）
ショー・ミー・ユア・ファイアートラック - バーン・イット・オール - ユー・ゴー、ウィ・ゴー - 華氏451度
3. ホール・ニュー・ワールド （星出尚志）
4. 私のお気に入り （宮川彬良）
5. ショウほどすてきな商売はない☆ （岩井直溥）
6. リヴァプール・サウンド・コレクション （佐橋俊彦）
朝日のあたる家 - 愛なき世界 - 悲しき願い
7. ジャパニーズ・グラフィティII 〜坂本九メモリアル〜 （横内章次）
明日があるさ - 素敵なタイミング - 見上げてごらん夜の星を - 上を向いて歩こう
8. アーティストリー・ジャンプ （岩井直溥）
9. スパイ大作戦のテーマ☆ （真島俊夫）
10. 「史上最大の作戦」よりブラスバンドのための組曲 （服部隆之）

- 解説：磯田健一郎
- ゲストミュージシャン
  - 猪俣猛（ドラム）/荒川康男（ベース）/萩谷清（ギター）/菅坡雅彦（トランペット）/清岡太郎（トロンボーン）/須川展也、田中靖人（アルトサックス）/市原宏祐（テナーサックス）

第24集（1996年）
1. ディープ・パープル・メドレー （佐橋俊彦）
バーン - ハイウェイ・スター - スモーク・オン・ザ・ウォーター
2. キャリオカ （岩井直溥）
3. 美女と野獣 〈メドレー〉 （真島俊夫）
プロローグ - ベル（朝の風景） - サムシング・ゼア（愛の芽ばえ） - ビューティ・アンド・ザ・ビースト（美女と野獣）
4. グレン・ミラー・メドレー （岩井直溥）
茶色の小びん - イン・ザ・ムード - タキシード・ジャンクション - アメリカン・パトロール - ムーンライト・セレナーデ
5. ムーン・リバー （上柴はじめ）
6. ファンティリュージョン （星出尚志）
ファンティリュージョン・ファンファーレ - ファンティリュージョンのテーマ - 歌とほほえみと - ハイ・ホー - いつか王子様が - ワン・ソング - ホール・ニュー・ワールド - ひと足お先に - いつか王子様が - これが恋かしら - いつか夢で - パート・オブ・ユア・ワールド - 美女と野獣 - ホール・ニュー・ワールド - ファンティリュージョンのテーマ、グランド・フィナーレ編
7. DAY-O 〜野茂英雄のテーマ〜 （明光院正人）
8. ニュー・シネマ・パラダイス （大島ミチル）
ニュー・シネマ・パラダイス - 愛のテーマ - 初恋
9. アメリカン・グラフィティVII （岩井直溥）
ジャンバラヤ - 夢のデイト - 恋のパーム・スプリング - テネシー・ワルツ - 雨に歩けば - エンド・オブ・ザ・ワールド - ジャンバラヤ
10. ジャパニーズ・グラフィティIII 〜青島幸男作品集〜☆ （宮川彬良）
無責任一代男 - ホンダラ行進曲 - スーダラ節 - ハイそれまでヨ

- 解説：磯田健一郎
- ゲストミュージシャン
  - 猪俣猛、そうる透（ドラム）/荒川康男、松本茂（ベース）/萩谷清、松宮幹彦（ギター）/エリック宮城（トランペット）/中川英二郎（トロンボーン）/小倉清澄（クラリネット）/須川展也、田中靖人（アルトサックス）/市原宏祐（テナーサックス）/赤木りえ（フルート）

第25集（1997年）
1. ラ・クカラチャ （岩井直溥）
2. 古畑任三郎のテーマ （真島俊夫）
3. シャル・ウィ・ダンス?☆ （宮川彬良）
4. 恋のマカレナ （明光院正人）
5. SMAPメドレー （佐橋俊彦）
Shake - 青いイナズマ - がんばりましょう - オリジナル・スマイル
6. ミッキー・マウス・マーチ （星出尚志）
7. ユア・ソング （上柴はじめ）
8. ベニー・グッドマン・メドレー （岩井直溥）
メモリーズ・オブ・ユー - その手はないよ - サヴォイでストンプ - フライング・ホーム - メモリーズ・オブ・ユー - ビューグル・コール・ラグ - シング・シング・シング
9. アルフィー☆ （真島俊夫）
10. アメリカン・グラフィティVIII 〜フランク・シナトラ・ヒット・メドレー〜 （岩井直溥）
チーク・トゥ・チーク - アイ・ゲット・ア・キック・アウト・オブ・ユー - 誰かが誰かを恋してる - アイヴ・ゴット・ユー・アンダー・マイ・スキン - マイ・ウェイ

- 解説：磯田健一郎
- ゲストミュージシャン
  - 猪俣猛、そうる透（ドラム）/荒川康男、伊藤昌明（ベース）/萩谷清（ギター）/数原晋（トランペット）/中川英二郎（トロンボーン）/須川展也、田中靖人（アルトサックス）/／市原宏祐（テナーサックス）/赤木りえ（フルート）/小倉清澄（クラリネット）

第26集（1998年）
1. 翼をください☆ （編曲・指揮：宮川彬良、合唱指揮：長谷川久恵）
2. エスパニア・カーニ 〈3本のトランペットとバンドのための〉 （編曲・指揮：真島俊夫）
3. 「もののけ姫」メドレー （星出尚志、指揮：真島俊夫）
アシタカせっ記 - 出会い - もののけ姫 - エボシタタラうた - アシタカとサン - アシタカせっ記
4. ジャパニーズ・グラフィティIV 〜弾厚作作品集〜 （磯崎敦博、指揮：真島俊夫）
君といつまでも - お嫁においで - サライ
5. 黒いオルフェ - オルフェのサンバ （岩井直溥、指揮：真島俊夫）
6. ひだまりの詩 （明光院正人、指揮：真島俊夫）
7. 「スパイス・ガールズ」のヒット・ナンバーより （岩井直溥、指揮：真島俊夫）
スパイス・アップ・ユア・ライフ - トゥ・マッチ - ワナビー - スパイス・アップ・ユア・ライフ
8. ポップコーン （吉田次郎、指揮：真島俊夫）
9. トリビュート・トゥ・カウント・ベイシー・オーケストラ （編曲・指揮：真島俊夫）
ジャンピン・アット・ザ・ウッドサイド - ウィンド・マシーン - リル・ダーリン - パリの四月
10. J-POP“ヒッツ” （河野土洋、指揮：真島俊夫）
硝子の少年 - WHITE BREATH - WAになっておどろう

- 解説：磯田健一郎
- ゲスト&ソロミュージシャン
  - 猪俣猛、そうる透（ドラム）/荒川康男、松本茂（ベース）/萩谷清（ギター）/佐山雅弘（ピアノ）/数原晋、エリック宮城（トランペット）/中川英二郎（トロンボーン）/須川展也、田中靖人（アルトサックス）/市原宏祐（テナーサックス）/牧野正純（フルート）/小倉清澄（クラリネット）/東京少年少女合唱隊（コーラス）

第27集（1999年）
1. ヘンリー・マンシーニの想い出 （真島俊夫）
子象の行進 - ピンク・パンサー - ひまわり - いつも二人で - ムーン・リバー
2. ダンシン・メガヒッツ （星出尚志）
サンシャイン・デイ - タブサンピング - サンバ・デ・ジャネイロ - シャ・ラ・ラ・ラ
3. ソウル・ボサノヴァ （明光院正人）
4. アマポーラ （岩井直溥）
5. 聖者の行進☆ （岩井直溥）
6. アンフォゲッタブル （真島俊夫）
7. アメリカン・グラフィティIX 〜グラミー、アカデミー賞特集〜 （岩井直溥）
タラのテーマ - コンチネンタル - 夜のストレンジャー - マック・ザ・ナイフ
8. ジャパニーズ・グラフィティV 〜日本レコード大賞、栄光の昭和50年代〜 （編曲・指揮：磯崎敦博）
北の宿から - 北酒場 - ルビーの指環 - 勝手にしやがれ
9. アニメ・メドレー 〜久石譲作品集〜 （編曲・指揮：森田一浩）
君をのせて「天空の城ラピュタ」より - 鳥の人「風の谷のナウシカ」より - 帰らざる日々「紅の豚」より - 風のとおり道「となりのトトロ」より
10. タイタニック 〈メドレー〉 （星出尚志）
メモリー“海” - 海の賛歌 - サウサンプトン - トラブル発生 - 沈没 - マイ・ハート・ウィル・ゴー・オン

- 解説：磯田健一郎
- ゲスト&ソロミュージシャン
  - そうる透、渡嘉敷祐一（ドラム）/伊藤昌明、高木健司（ベース）/萩谷清（ギター）/エリック宮城、数原晋（トランペット）/中川英二郎（トロンボーン）/市原宏祐（アルトサックス&テナーサックス）/八木のぶお（ハーモニカ）

### 2000年代
第28集（2000年）
1. NSBミレニアム2000 （真島俊夫）
ツァラトゥストラはかく語りき - 喜びの歌☆
2. アメリカン・グラフィティX 〜アカデミー賞受賞曲、ノミネート曲メドレー〜 （岩井直溥）
ジ・エンターテイナー - モナ・リザ - 雨に唄えば
3. 映画「ターザン」よりトゥ・ワールズ （星出尚志）
4. ラテン・ポップ・スペシャル （明光院正人）
バイラモス - リヴィン・ラ・ヴィダ・ロカ
5. ラテン・メドレー （岩井直溥）
カチート - カチータ
6. ジャパニーズ・グラフィティVI 〜日本レコード大賞、青春の70年代〜 （星出尚志）
UFO - 魅せられて - シクラメンのかほり - 襟裳岬
7. 宇多田ヒカル・ソング・セレクション （真島俊夫）
First Love - Addicted To You
8. ソー・イン・ラヴ 〜コール・ポーター不滅の名曲より〜 （森田一浩）
9. 映画「海の上のピアニスト」より （長生淳）
愛を奏でて - ピーチェリン・ラグ
10. 少年時代 〈バンドと合唱のための〉 （若松正司）

- 解説：磯田健一郎
- ゲスト&ソロ・ミュージシャン
  - 渡嘉敷祐一、そうる透（ドラム）/岡澤章、松本茂（ベース）/萩谷清（ギター）/須川展也、田中靖人（アルトサックス）/市原宏祐（テナーサックス）/数原晋、エリック宮城（トランペット）/中川英二郎（トロンボーン）

第29集（2001年）
1. ルパン三世のテーマ☆★ （星出尚志）
ルパン三世のテーマ（ルパン三世'80） - ルパン三世愛のテーマ
2. マンボ・イン （真島俊夫）
3. アメリカン・グラフィティXI 〜ビルボード・ヒット・ナンバーより〜 （岩井直溥）
カレンダー・ガール - ロコモーション - 四月の恋 - ダンス天国
4. ソング・オブ・ライフ（THE SONG OF LIFE） （TBS系「世界遺産」テーマ曲） （森田一浩）
5. トランペット吹きの子守歌 〈トランペットとバンドのための〉 （岩井直溥）
6. ペンシルバニア6-5000〔小編成〕 （明光人正人）
7. ユーロビート・ディズニー・メドレー〔小編成〕 （磯崎敦博）
ミッキーマウス・マーチ - 小さな世界 - ジッパ・ディー・ドゥー・ダー - くまのプーさん
8. ジャパニーズ・グラフィティVII 〜キャンディーズ・メドレー〜 （天野正道）
その気にさせないで - 暑中お見舞い申し上げます - 哀愁のシンフォニー - 年下の男の子
9. サマータイム 〈トロンボーンとバンドのための〉 （真島俊夫）
10. ハレルヤ! 〈バンドとゴスペル・コーラスのための〉 （星出尚志）

- 解説：森田一浩
- ゲスト&ソロ・ミュージシャン
  - そうる透（ドラム）/松本茂（ベース）/萩谷清（ギター）/数原晋（トランペット）/中川英二郎（トロンボーン）/市原宏祐（テナーサックス）/須川展也、田中靖人（アルトサックス）/高田三郎、長谷川純、福永泰子、足立区立第十一中学校吹奏楽部（コーラス）

第30集（2002年）
1. アメリカン・グラフィティXII（岩井直溥）
蜜の味 - ラブ - シークレット・ラブ - 世界は日の出を待っている
2. 君の瞳に恋してる 〈バンドとフルートのための〉 （真島俊夫）
3. アニトラの踊り〔小編成〕 〈サクソフォーン四重奏ヴァージョン〉 （天野正道）
4. 小さな世界 〈バンドと合唱のための〉 （真島俊夫）
5. ジャパニーズ・グラフィティVIII 〜ウルトラ大行進！〜 （星出尚志）
ウルトラマンのうた - ウルトラセブンのうた - ウルトラマンタロウ - 帰ってきたウルトラマン☆
6. 久石譲作品集-2〔小編成〕 （森田一浩）
五月の村 - さんぽ - あの日の川 - 旅立ち
7. 尾崎豊作品集 （岩井直溥）
I LOVE YOU - 15の夜 - 卒業
8. ABC （天野正道）
9. アイ・ガット・リズム （藤崎邦夫）
10. イマジン （星出尚志）
11. アニトラの踊り〔小編成〕 〈木管ヴァージョン〉 （天野正道）※ボーナストラック
12. 君の瞳に恋してる 〈カラオケヴァージョン〉 （真島俊夫）※ボーナストラック

- 解説：森田一浩
- ゲスト&ソロ・ミュージシャン
  - そうる透（ドラム）/松本茂（ベース）/萩谷清（ギター）/市原宏祐（テナーサックス）/数原晋（トランペット&フリューゲルホルン）/中川英二郎（トロンボーン）/前田綾子（フルート）/須川展也（アルトサックス）/小倉清澄（クラリネット）/トルヴェール・クヮルテット 須川展也（ソプラノサックス）、彦坂眞一郎（アルトサックス）、新井靖志（テナーサックス）、田中靖人（バリトンサックス）

第31集（2003年）
1. キャラバンの到着 （真島俊夫）
2. アメリカン・グラフィティXIII （岩井直溥）
ハロー・ドーリー! - ブロードウェイの子守唄 - 私の彼氏 - キャバレー
3. ディズニー・プリンセス・メドレー〔小編成〕 （鈴木英史）
美女と野獣 - いつか王子様が - 夢はひそかに - いつか夢で - パート・オブ・ユア・ワールド - ひとりぼっちの晩餐会 - フレンド・ライク・ミー - アリ王子のお通り - ホール・ニュー・ワールド
4. ディスコ・パーティー〔小編成〕 （星出尚志）
ザッツ・ザ・ウェイ - ブギー・ワンダーランド - フライ・ハイ
5. 日本民謡メドレー （天野正道）
本荘追分 - 生保内だし - 草刈歌
6. スマイル 〈バンドとオーボエのための〉 （天野正道）
7. シャンソン・メドレー 〜モンマルトルの小径〜（真島俊夫）
パリの空の下 - ムーラン・ルージュの歌 - バラ色の人生 - 枯葉 - セ・シ・ボン
8. スーザ・マーチ・カーニバル （岩井直溥）
士官候補生 - エル・キャピタン - 雷神 - 星条旗よ永遠なれ
9. 見上げてごらん夜の星を 〈バンドと合唱のための〉 （山田武彦）
10. 鉄腕アトム （星出尚志）

- 解説：森田一浩
- ゲスト&ソロ・ミュージシャン
  - そうる透、阿野次男（ドラム）/高水健司（ベース）/萩谷清（ギター）/風間文彦（ミュゼット）/オリタノボッタ（テナーサックス）/数原晋（トランペット&フリューゲルホルン）/エリック宮城（トランペット）/中川英二郎（トロンボーン）/前田綾子（フルート）/宮村和宏（オーボエ）/須川展也、田中靖人（アルトサックス）/山岡潤（ユーフォニアム）/神奈川大学吹奏楽部（コーラス）

第32集（2004年）
1. マカレナ 〈バンドとトランペットのための〉 （岩井直溥）
2. サンバ・デ・アイーダ （真島俊夫）
3. アメリカン・グラフィティXIV 〜クインシー・マジック〜 （岩井直溥）
アイアンサイド - ウォーターメロン・マン - ランプを消して - 愛のコリーダ
4. ジャパニーズ・グラフィティIX  〜いい日旅立ち〜 （金山徹）
秋桜 - プレイバックPart2 - イミテイション・ゴールド - いい日旅立ち
5. アニメ・メドレー 〜翔べ!ガンダム〜 （建部知弘）
長い眠り - ガンダム大地に立つ - 翔べ!ガンダム - 戦いへの恐怖 - 颯爽たるシャア - 永遠にアムロ
6. リトル・マーメイド・メドレー （星出尚志）
アンダー・ザ・シー - キス・ザ・ガール - パート・オブ・ユア・ワールド
7. ディスコ・パーティーII〔小編成〕 （天野正道）
ホット・スタッフ - ヴィーナス - ジンギスカン
8. ファイナル・ファンタジー〔小編成〕 （鈴木英史）
チョコボのテーマ - Don't be Afraid - 「エアリスのテーマ」より - FINAL FANTASY
9. ソーラン・ファンク 〈バンドとコーラスのための〉 （星出尚志）
10. アイ・リメンバー・クリフォード 〈トランペットとバンドのための〉 （真島俊夫）

- 解説：森田一浩
- ゲスト&ソロ・ミュージシャン
  - そうる透、阿野次男（ドラム）/松本茂（ベース）/萩谷清（ギター）/オリタノボッタ（テナーサックス）/数原晋、エリック宮城（トランペット&フリューゲルホルン）/中川英二郎（トロンボーン）/前田綾子（フルート）/宮村和宏（オーボエ）/須川展也、田中靖人（アルトサックス）/山岡潤（ユーフォニアム）/ヤマハ音楽院グループ、TAROグループ（コーラス）

第33集（2005年）
1. Mr.インクレディブル （星出尚志）
栄光の日々 - スーパー・クレジット
2. 口笛吹いて働こう 〈楽器紹介のための〉 （真島俊夫）
3. チャタヌガ・チュー・チュー （岩井直溥）
4. アメリカン・グラフィティXV （岩井直溥）
虹の彼方に - ミセス・ロビンソン - ローズ - いそしぎ - ダイヤが一番
5. ジャパニーズ・グラフィティX「時代劇絵巻」 （星出尚志）
ああ人生に涙あり（「水戸黄門」より） - 銭形平次 - 大江戸捜査網のテーマ - 大岡越前のテーマ - 暴れん坊将軍旧オープニングテーマ
6. 仁義なき戦いのテーマ （天野正道）
7. スカイ・ハイ （建部知弘）
8. ディスコ・パーティーIII〔小編成〕 （金山徹）
恋のナイトフィーバー - ハロー・ミスター・モンキー - 愛がすべて - セプテンバー
9. アニメ・メドレー「ハウルの動く城」より （鈴木英史）
秘密の洞穴 - 人生のメリーゴーランド - 陽気な軽騎兵 - 世界の約束 - 星をのんだ少年 - 人生のメリーゴーランド
10. 安里屋ユンタ〔小編成〕 〈バンドとコーラスのための〉 （真島俊夫）

- 解説：森田一浩
- ゲスト&ソロ・ミュージシャン
  - そうる透、阿野次男（ドラム）/松本茂（ベース）/萩谷清（ギター）/オリタノボッタ（テナーサックス）/数原晋、エリック宮城（トランペット&フリューゲルホルン）/中川英二郎（トロンボーン）/前田綾子（フルート）/須川展也（ソプラノサックス&アルトサックス）/田中靖人（アルトサックス）/真栄田芳彰（三線）/ヤマハ音楽院グループ、TAROグループ（コーラス）

第34集（2006年）
1. おてもやん （星出尚志）
2. アマデウス、浮かれる! 〜モーツァルト・メドレー〜 （真島俊夫）
「フィガロの結婚」序曲 - アイネ・クライネ・ナハトムジーク - ホルン協奏曲第3番 - 交響曲第40番 - クラリネット五重奏曲 イ長調 - 「フィガロの結婚」序曲
3. Queen ボヘミアン・ラプソディー （天野正道）
4. サタデー・ナイト〔小編成〕 （金山徹）
5. 涙そうそう - 花 〈バンドとコーラスのための〉 （山里佐和子）
6. ラ・パロマ 〜情熱のラテン〜 （岩井直溥）
7. ワルツ・フォー・デビー （真島俊夫）
8. ジャパニーズ・グラフィティXI「刑事ドラマ・テーマ集」 （星出尚志）
「太陽にほえろ!」メインテーマ - 「Gメン'75」のテーマ - 「はぐれ刑事純情派」メインタイトル - 「西部警察PartII」より ワンダフル・ガイズ
9. お砂糖ひとさじで 〜ディズニー映画「メリー・ポピンズ」より〜〔小編成〕（鈴木英史）
2ペンスを鳩に - お砂糖ひとさじで
10. アメリカン・グラフィティXVI （岩井直溥）
サーフィンUSA - ヘイ・ポーラ - ダイアモンド・ヘッド

- 解説：森田一浩
- ゲスト&ソロ・ミュージシャン
  - そうる透、阿野次男（ドラム）/松本茂（ベース）/萩谷清（ギター）/オリタノボッタ、金子隆博（テナーサックス）/数原晋（トランペット&フリューゲルホルン）/エリック宮城（トランペット）/中川英二郎（トロンボーン）/マイケル・チン（パーカッション）/前田綾子（フルート）/小倉清澄（クラリネット）/須川展也（ソプラノサックス&アルトサックス）/田中靖人（アルトサックス）/真栄田芳彰（三線）/加藤菜津美（ラップ）/ヤマハ音楽院グループ、洗足学園音楽大学グループ（コーラス）

第35集（2007年）
1. クラシック・カンタービレ （天野正道）
ラプソディー・イン・ブルー - 交響曲第7番 第1楽章 - オーボエ協奏曲 K.314 - 交響詩「ティル・オイレンシュピーゲルの愉快ないたずら」 - ピアノソナタ第8番「悲愴」第2楽章 - ピアノ協奏曲第2番 第3楽章
2. ロッキーのテーマ （岩井直溥）
ロッキーのファンファーレ - ロッキーのテーマ
3. トゥモロー 〈バンドとコーラスのための〉〔小編成〕 （鈴木英史）
4. ディズニー・クラシックス・レビュー （山里佐和子）
ハイ・ホー - 口笛ふいて働こう - 星に願いを - ハイ・ディドゥル・ディー・ディー
5. アメリカン・グラフィティXVII （岩井直溥）
子供じゃないの - 家へおいでよ - ミスター・ロンリー - 恋はリズムにのせて
6. ファッシネーション - 魅惑のワルツ （真島俊夫）
7. キエン・セラ〔小編成〕 （三浦秀秋）
8. やさしく歌って （真島俊夫）
9. ジャパニーズ・グラフィティXII （星出尚志）
銀河鉄道999〈TV版〉 - 宇宙戦艦ヤマト - 銀河鉄道999〈劇場版〉
10. 蘇州夜曲 〈バンドとコーラスのための〉 （星出尚志）

- 解説：森田一浩
- ゲスト&ソロ・ミュージシャン
  - そうる透、阿野次男（ドラム）/松本茂（ベース）/萩谷清（ギター）/朝川朋之（ハープ）/オリタノボッタ（テナーサックス）/数原晋（トランペット&フリューゲルホルン）/エリック宮城（トランペット）/中川英二郎（トロンボーン）/前田綾子（フルート）/宮村和宏（オーボエ）/小倉清澄（クラリネット）/須川展也、田中靖人（アルトサックス）/加藤菜津美（ボーカル）/洗足学園音楽大学グループ、国立音楽大学グループ、ヤマハ音楽院グループ（コーラス）

第36集（2008年）
1. アメリカン・グラフィティXVIII 〜ガーシュウィン・メドレー〜 （岩井直溥）
スワニー - レディ・ビー・グッド - 誰かが私を見つめてる - ス・ワンダフル
2. YOUNG MAN -YMCA- （本澤なおゆき）
3. ダッタン人の踊り 〈バンドとスネアドラムのための〉 （天野正道）
4. 魔法にかけられて （鈴木英史）
真実の愛のキス - 魔法の王国、アンダレーシア - ナサニエルとピップ - 想いを伝えて＋魔法にかけられて - 組曲
5. ビッグバンド・ショーケース （岩井直溥）
レッツ・ダンス - アイム・ゲッティング・センチメンタル・オーバー・ユー - チリビンビン - ブルー・フレーム - インドの歌 - シング・シング・シング - ムーンライト・セレナーデ - A列車で行こう
6. イーグルス・メドレー （金山徹）
テイク・イット・イージー - デスペラード - ホテル・カリフォルニア
7. 崖の上のポニョ （三浦秀秋）
フジモトのテーマ - 崖の上のポニョ
8. ジャパニーズ・グラフィティXIII「スポーツは青春ダァー!」 （星出尚志）
ゆけゆけ飛雄馬 - エースをねらえ! - あしたのジョー - 炎のファイター INOKI BOM-BA-YE - タッチ
9. ユー・レイズ・ミー・アップ 〈バンドとユーフォニアムのための〉 （星出尚志）
10. 第三の男 （真島俊夫）

- 解説：森田一浩
- ゲスト&ソロ・ミュージシャン
  - 石川直（スネアドラム）/外囿祥一郎〈航空自衛隊三等空尉〉（ユーフォニアム）/そうる透、阿野次男（ドラム）/松本茂（ベース）/萩谷清（ギター）/オリタノボッタ（テナーサックス）/数原晋、エリック宮城（トランペット）/中川英二郎（トロンボーン）/前田綾子（フルート）/小倉清澄（クラリネット）/田中靖人（アルトサックス）

第37集（2009年）
1. PIANO! PIANO! PIANO!〜ピアノ300周年によせて （真島俊夫）
ピアノ協奏曲第1番 第1楽章 - ピアノ協奏曲イ短調 第1楽章 - パガニーニの主題による狂詩曲 - ピアノ協奏曲第2番 第3楽章
2. アメイジング・グレイス （星出尚志）
3. チム・チム・チェリー （熱田公紀）
4. クラリネット・サンドイッチ （岩井直溥）
クラリネット・ポルカ - 故郷の人々 - 新世界より - 赤い河の谷間 - 太湖船 - 天国と地獄より
5. アメリカン・グラフィティXIX （岩井直溥）
ダンシング・シスター - 恋はあせらず - ラヴィン・ユー - ザナドゥ
6. ジャパニーズ・グラフィティXIV A・RA・SHI〜Beautiful days （三浦秀秋）
A・RA・SHI - We can make it! - Beautiful days - One Love - a Day in Our Life - きっと大丈夫 - 風の向こうへ - Happiness - サクラ咲ケ - WISH - Love so sweet
7. 久石譲作品集 3
Summer - Oriental Wind - HANA-BI - タムドクのテーマ （本澤なおゆき）
8. ティンカー・ベル （鈴木英史）
9. 天地人 - オープニングテーマ ロングヴァージョン （星出尚志）
10. ミス・サイゴン （天野正道）
序曲 - 火がついたサイゴン - キムとクリスのダンス - 生き延びたけりゃ - ブイ・ドイ

- ゲスト&ソロ・ミュージシャン
  - そうる透、阿野次男（ドラム）/松本茂（ベース）/萩谷清（ギター）/彩愛玲（ハープ）/オリタノボッタ（テナー・サックス）/数原晋、エリック宮城（トランペット）/中川英二郎（トロンボーン）/須川展也、田中靖人（アルト・サックス）

### 2010年代
第38集（2010年）
1. ロコ・モーション （三浦秀秋）
2. クレイジー・ビーチ （編曲・指揮：天野正道）
3. タイム・トゥ・セイ・グッバイ （真島俊夫）
4. スーパーマリオブラザーズ （星出尚志）
コースクリアファンファーレ - 地上BGM - 地下BGM - 無敵BGM - タイムアップ警告音 - 水中BGM - ワールドクリアファンファーレ - エンディング - ゲームオーバー
5. アメリカン・グラフィティXX マイケル・メドレー （岩井直溥）
スリラー - アイル・ビー・ゼア - 帰ってほしいの
6. 不思議の国のアリス （鈴木英史）
7. 喜びの世界 （岩井直溥）
8. 相棒 オープニングテーマ Season8〜Season4 （山里佐和子）
9. ジャパニーズ・グラフィティXV アニメヒロイン・メドレー （星出尚志）
魔法使いサリー - ひみつのアッコちゃん - ムーンライト伝説 - DANZEN! ふたりはプリキュア
10. Stand Alone 〜NHKスペシャルドラマ「坂の上の雲」より〜 （長生淳）

- ゲスト&ソロ・ミュージシャン
  - そうる透、阿野次男（ドラム）/松本茂（ベース）/萩谷清（ギター）/オリタノボッタ（テナー・サックス）/数原晋、エリック宮城（トランペット）/中川英二郎（トロンボーン）/前田綾子（フルート）/小倉清澄（クラリネット）/須川展也、田中靖人（アルト・サックス）

第39集（2011年）
1. J-POPメドレー 〜Girls編〜 （三浦秀秋、指揮：小林恵子）
会いたかった - ポニーテールとシュシュ - RIVER - 桜の栞 - ヘビーローテーション
2. 上を向いて歩こう （天野正道、指揮：小林恵子）
3. いとしのエリー （金山徹、指揮：小林恵子）
4. K-POPメドレー 〜Girls編〜 （木原塁、指揮：小林恵子）
Gee - GENIE - ミスター - ジャンピン
5. ジャパニーズ・グラフィティXVI 坂本冬美メドレー （星出尚志、指揮：小林恵子）
あばれ太鼓 - また君に恋してる - 夜桜お七
6. また逢う日まで （岩井直溥、指揮：小林恵子）
7. アメリカン・グラフィティXXI ルイ・アームストロング・メドレー （岩井直溥、指揮：小林恵子）
黒い瞳 - 我が心のジョージア - 君ほほえめば
8. 塔の上のラプンツェル・メドレー （星出尚志、指揮：小林恵子）
自由への扉 - 誰にでも夢はある - 王国でダンス - 輝く未来 - 自由への扉
9. ロミオとジュリエット （真島俊夫、指揮：小林恵子）
10. パイレーツ・オブ・カリビアン （森田一浩、指揮：小林恵子）
黄金のメダル - ジャック・スパロウ - デイヴィ・ジョーンズ - 彼こそが海賊

- ゲスト&ソロ・ミュージシャン
  - そうる透、阿野次男（ドラム）/松本茂（ベース）/萩谷清（ギター）/オリタノボッタ（テナー・サックス）/エリック宮城（トランペット）/中川英二郎（トロンボーン）/前田綾子（フルート）/宮村和宏（オーボエ）/小倉清澄（クラリネット）/田中靖人（アルト・サックス）/本間千也（トランペット&フリューゲルホルン）/上原宏（ホルン）/岩黒綾乃（ユーフォニアム）

第40集（2012年）
1. オブラディ・オブラダ 40th ver. （真島俊夫、指揮：小林恵子）
2. アメリカン・グラフィティXXII 遥かなる西部に寄せて （岩井直溥）
大いなる西部 - 黄色いリボン - 遙かなる山の呼び声 - 荒野の七人
3. 情熱大陸 （天野正道、指揮：小林恵子）
4. 可愛いアイシャ （三浦秀秋、指揮：小林恵子）
5. ラ・バンバ （岩井直溥）
6. スイングしなけりゃ意味がない （真島俊夫、指揮：小林恵子）
7. TV&シネマ・ヒッツ （森田一浩、指揮：小林恵子）
海猿 - シンクロBOM-BA-YE - ALWAYS 三丁目の夕日 Opening Title - Departure
8. ジャパニーズ・グラフィティXVII 美空ひばりメドレー  （星出尚志、指揮：小林恵子）
愛燦燦 - リンゴ追分 - お祭りマンボ - 川の流れのように
9. J-POPメドレー 〜Girls編II〜 （星出尚志、指揮：小林恵子）
フライングゲット - Beginner - 桜の木になろう - Everyday、カチューシャ - 会いたかった
10. 負けないで （石毛里佳、指揮：小林恵子、合唱指揮：小貝太郎）

- ゲスト&ソロ・ミュージシャン
  - そうる透、阿野次男（ドラム）/松本茂（ベース）/萩谷清（ギター）/オリタノボッタ（テナー・サックス）/エリック宮城、数原晋（トランペット）/中川英二郎（トロンボーン）/前田綾子（フルート）/宮村和宏（オーボエ）/田中靖人（アルト・サックス）/上原宏（ホルン）/岩黒綾乃（ユーフォニアム）/洗足学園音楽大学、江戸川区立松江第五中学校吹奏楽部（コーラス）

第41集（2013年）
1. ボカロ ヒット・メドレー （三浦秀秋、指揮：松沼俊彦）
千本桜 - 愛言葉 - 桜ノ雨 - みくみくにしてあげる♪【してやんよ】
2. スタートレックのテーマ （岩井直溥）
3. ジャパニーズ・グラフィティXVIII アニメ・ヒーロー大集合！ （星出尚志、指揮：松沼俊彦）
鉄腕アトム - ガッチャマンの歌 - ゲゲゲの鬼太郎 - CHA-LA HEAD-CHA-LA - ウィーアー!
4. フライ・ミー・トゥー・ザ・ムーン （星出尚志、指揮：松沼俊彦）
5. Go West （金山徹、指揮：松沼俊彦）
6. アメリカン・グラフィティXXIII シカゴ・ロック （岩井直溥）
イントロダクション - ぼくらに微笑みを - 素直になれなくて
7. 星に願いを （天野正道、指揮：松沼俊彦）
8. 旅立つあなたへ・・・卒業メドレー （鈴木英史、指揮：松沼俊彦）
卒業写真 - 栄光の架橋 - 旅立ちの日に
9. MOVE ON （真島俊夫、指揮：松沼俊彦）
10. 英雄の証 〜「モンスターハンター」より （森田一浩、指揮：松沼俊彦）

- ゲスト&ソロ・ミュージシャン
  - そうる透、阿野次男（ドラム）/松本茂（ベース）/萩谷清（ギター）/オリタノボッタ（テナー・サックス）/エリック宮城、数原晋（トランペット&フリューゲルホルン）/中川英二郎（トロンボーン）/前田綾子（フルート）/小倉清澄（クラリネット）/田中靖人（アルト・サックス）/上原宏（ホルン）

第42集（2014年）
1. 吹奏楽のための第一&第二組曲 NSBスペシャル （三浦秀秋、指揮：斎藤一郎）
2. ディズニー・ファンティリュージョン!（金山徹、指揮：斎藤一郎）
[フェアリー・ガーデン]ファンティリュージョン・ファンファーレ、ファンティリュージョンのテーマ - [悪役たちのアンダーライナー]ジャファーのテーマ、アリ王子のお通り - [ハッピー・エンディング]ファンティリュージョンのテーマ、美女と野獣、ファンティリュージョンのテーマ
3. ダンス・リミックス・ガールズ編（高橋宏樹、指揮：斎藤一郎）
Follow Me - 行くぜっ!怪盗少女 - サラバ、愛しき悲しみたちよ - ポリリズム - チョコレイト・ディスコ - 恋するフォーチュンクッキー
4. ダンス・リミックス・ボーイズ編（木原塁、指揮：斎藤一郎）
Choo Choo TRAIN - Someday - Together - 純恋歌 - 睡蓮花 - 女々しくて - One Night Carnival
5. アメリカン・パトロール（天野正道、指揮：斎藤一郎）
6. ブラジル（真島俊夫、指揮：斎藤一郎）
7. J-POPメドレー（星出尚志、指揮：斎藤一郎）
with you - 虹 - 夏色
8. 風になりたい（岩井直溥）
9. 君をのせて - 『天空の城ラピュタ』より (二部合唱付) （鈴木英史、指揮：斎藤一郎）
10. ライオン・キング・メドレー（森田一浩、指揮：斎藤一郎）
サークル・オブ・ライフ - 早く王様になりたい - 愛を感じて - キング・オブ・プライドロック

- ゲスト&ソロ・ミュージシャン
  - そうる透、阿野次男（ドラム） /松本茂（ベース）

第43集（2015年）
1. M.ルグランの世界（真島俊夫、指揮：天野正道）
キャラバンの到着 - 双児姉妹の歌 - おもいでの夏 - シェルブールの雨傘
2. パパはマンボがお好き（天野正道、指揮：天野正道）
3. アナと雪の女王・メドレー（森田一浩、指揮：天野正道）
レット・イット・ゴー - パーフェクト・デイ ～特別な一日～ - 生まれてはじめて - 雪だるまつくろう - レット・イット・ゴー
4. J-POPメドレー2（高橋宏樹、指揮：天野正道）
炎と森のカーニバル - スノーマジックファンタジー - Dragon Night - RPG
5. ジャパニーズ･グラフィティーXIX（星出尚志、指揮：天野正道）
いい湯だな - チョットだけョ!全員集合 - ドリフの早口ことば - ドリフのズンドコ節 - ほんとにほんとにご苦労さん - 盆回り - ヒゲのテーマ - 志村けんの全員集合 東村山音頭 - いい湯だな
6. キッズアニメ・メドレー（三浦秀秋、指揮：天野正道）
夢をかなえてドラえもん - ドラえもんのうた - ようかい体操第一 - サザエさん - おどるポンポコリン
7. シンデレラ･メドレー（鈴木英史、指揮：天野正道）
ビビディ・バビディ・ブー - ファースト･ブランチ - パンプキン・パーシュート - フー・イズ・シー - ラヴェンダーズ・ブルー - 夢はひそかに
8. 夢 -岩井直溥先生の思い出に-（真島俊夫、指揮：天野正道）
9. アナと雪の女王・メドレー Short Ver.（星出尚志、指揮：天野正道）
レット･イット･ゴー - ありのままで - 生まれてはじめて

第44集（2016年）
1. ジャパニーズ・グラフィティXX 小林亜星作品集（星出尚志、指揮：天野正道）
あなたとコンビにファミリーマート - どこまでも行こう - 魔法使いサリー - ひみつのアッコちゃん - にんげんっていいな - この木なんの木 - 北の宿から - セキスイハウスの唄 - パッ！とさいでりあ
2. ブラジル・メドレー（天野正道、指揮：天野正道）
ブラジル風バッハ第1番 - マシュ・ケ・ナダ - ティコ・ティコ - コルコヴァード - ブラジル
3. グランブルーファンタジー・メインテーマ（森田一浩、指揮：天野正道）
4. スペイン（高橋宏樹、指揮：天野正道）
5. 野球応援メドレー（三浦秀秋、指揮：天野正道）
栄冠は君に輝く - ダッシュKEIO - 夏祭り - 狙いうち - ファンファーレ（天理高校） - 全力バタンキュー - コンバットマーチ - 栄冠は君に輝く（リプライズ）
6. 糸（鈴木英史、指揮：天野正道）
7. モリコーネ・メドレー（大野理津、指揮：天野正道）
ニュー・シネマ・パラダイス - 愛のテーマ - 初恋 - ザ・クライシス - 愛を奏でて - ダニーズ・ブル―ス - “1900”のテーマ
8. 東京ディズニーシー・メドレー（金山徹、指揮：天野正道）
東京ディズニーシー・テーマソング - レジェンド・オブ・ミシカ 第6章 - ブラヴィッシーモ! - ウェン・ユア・ハート・メイクス・ア・ウィッシュ - 東京ディズニーシー15周年“ザ・イヤー・オブ・ウィッシュ”テーマソング
9. 宝島（真島俊夫、指揮：天野正道）

- 演奏：シエナ・ウインド・オーケストラ
- ゲスト&ソロ・ミュージシャン
  - そうる透、阿野次男（ドラム）/エリック宮城（トランペット）/オリタノボッタ（アルトサックス）/齋藤順（ベース）

第45集（2017年）
1. ディズニーヴィランズ・メドレー（鈴木英史、指揮：天野正道）
悪役たち - グリム・グリニング・ゴースト - 禿山の一夜 - 哀れな人々 - 悪魔たちの饗宴
2. 宇宙戦艦ヤマト・ハイライト（星出尚志、指揮：天野正道）
悲愴なヤマト - 無限に広がる大宇宙 - 夕日に眠るヤマト - 元祖ヤマトのテーマ - コスモタイガー - ブラックタイガー - 美しい大海を渡る
3. 「君の名は。」メドレー（高橋宏樹、指揮：天野正道）
三葉のテーマ - 夢灯籠 - 前前前世（movie ver.） - スパークル（movie ver.） - なんでもないや（movie ver.）
4. IQ246〜華麗なる事件簿〜メインテーマ（星出尚志、指揮：天野正道）
5. Miracle Shot（金山徹、指揮：天野正道）
6. アース・ウインド&ファイアー・メドレー（天野正道、指揮：天野正道）
宇宙のファンタジー - セプテンバー - レッツ・グルーヴ
7. オネスティ（森田一浩、指揮：天野正道）
8. よさこい節（三浦秀秋、指揮：天野正道）
9. デイドリーム・ビリーバー（三浦秀秋、指揮：天野正道）

- ゲスト&ソロ・ミュージシャン
  - そうる透、阿野次男（ドラム）/松本茂（ベース）/オリタノボッタ（アルトサックス）/エリック宮城（トランペット）/中川英二郎（トロンボーン）

第46集（2018年）
1. サマーウォーズ（森田一浩、指揮：天野正道）
Overture of Summer Wars - 栄の活躍 - The Summer Wars
2. JABBERLOOPメドレー（高橋宏樹、指揮：天野正道）
イナズマ - シロクマ
3. ダンシング・レボリューション （三浦秀秋、指揮：天野正道）
ダンシング・ヒーロー - ギミー!ギミー!ギミー! - Can't Undo This!! - ヒーロー
4. ラ・ラ・ランド （天野正道、指揮：天野正道）
アナザー・デイ・オブ・サン - プラネタリウム - エンゲージメント・パーティー - シティ・オブ・スターズ - サムワン・イン・ザ・クラウド
5. コンパス・オブ・ユア・ハート（鈴木英史、指揮：天野正道）
6. 女神（三浦秀秋、指揮：天野正道）
7. 欅坂46・メドレー（金山徹、指揮：天野正道）
世界には愛しかない - 二人セゾン - 不協和音 - サイレントマジョリティー
8. サウンド・オブ・ミュージック・メドレー（岩井直溥、指揮：天野正道）
サウンド・オブ・ミュージック - ドレミの歌 - ひとりぼっちの羊飼い - さようなら、ごきげんよう - エーデルワイス - すべての山に登れ
9. 愛の讃歌（星出尚志、指揮：天野正道）

- ゲスト&ソロ・ミュージシャン
  - そうる透、阿野次男（ドラム）/松本茂（ベース）

第47集（2019年）
1. ジュピター（三浦秀秋、指揮：天野正道）
2. メリー・ポピンズ リターンズ（鈴木英史、指揮：天野正道）
3. 東京ブギウギ（高橋宏樹、指揮：天野正道）
4. グレイテスト・ショーマン組曲（星出尚志、指揮：天野正道）
5. ネヴァー・イナフ（星出尚志、指揮：天野正道）
6. ディス・イズ・ミー（星出尚志、指揮：天野正道）
7. フロム・ナウ・オン（星出尚志、指揮：天野正道）
8. BATTLE WITHOUT HONOR OR HUMANITY（新・仁義なき戦いのテーマ）（三浦秀秋、指揮：天野正道）
9. QUEEN・メドレー（天野正道、指揮：天野正道）
ドント・ストップ・ミー・ナウ - ウィ・ウィル・ロック・ユー - 伝説のチャンピオン - ボーン・トゥ・ラヴ・ユー
10. アラジン・メドレー（高橋宏樹、指揮：天野正道）
フレンド・ライク・ミー - ホール・ニュー・ワールド - アリ王子のお通り
11. 遙かなる影（星出尚志、指揮：天野正道）
12. ジャパニーズ・グラフィティXXI　ドクター・ストーリー（森田一浩、指揮：天野正道）
Code Blue - JIN-仁- Main Title - ドクターXのテーマ

- ゲスト&ソロ・ミュージシャン
  - そうる透、阿野次男（ドラム）/松本茂（ベース）

### 2020年代
第48集（2020年）
1. ベートーヴェン・ポップス・シンフォニー（星出尚志、指揮：天野正道）
2. 21世紀のスキッツォイド・マン（天野正道、指揮：天野正道）
3. 威風堂々 第1番（三浦秀秋、指揮：天野正道）
4. アベンジャーズ/エンドゲーム（森田一浩、指揮：天野正道）
5. ムーラン・メドレー（福島 弘和、指揮：天野正道）
6. アナと雪の女王2メドレー（鈴木英史、指揮：天野正道）
7. 菅野よう子アニメ作品メドレー（高橋宏樹、指揮：天野正道）
8. Official髭男dismメドレー（金山徹、指揮：天野正道）
9. マイ バラード（三浦秀秋、指揮：天野正道）

- ゲスト&ソロ・ミュージシャン
  - そうる透、阿野次男（ドラム）/松本茂（ベース）

第49集（2024年）
1. Welcome to the Tokyo III jazz club（天野正道、指揮：天野正道）
2. ディズニー・メドレー・リターンズ（星出尚志、指揮：天野正道）
小さな世界 - ハイ・ホー - ララルー - いつか王子様が - ミッキーマウス・マーチ - カラー・オブ・ザ・ウィンド - 美女と野獣
3. 誰も寝てはならぬ（三浦秀秋、指揮：天野正道）
4. Tomorrow 〜「生きもの地球紀行」エンディングテーマ〜（鈴木英史、指揮：天野正道）
5. ジャパニーズ・グラフィティXXII シティー・ポップ・メドレー（金山徹、指揮：天野正道）
SPARKLE - プラスティック・ラヴ - 君は天然色 - フライディ・チャイナタウン - 真夜中のドア〜Stay With Me
6. YOASOBIメドレー（高橋宏樹、指揮：天野正道）
怪物 - 祝福 - アイドル - 群青 - 夜に駆ける
7. SPY×FAMILYメドレー（鈴木瑛子、指揮：天野正道）
STRIX - Crisis of my home - Gorgeous step - Very Elegant - Bondman - クラクラ
8. マンボ・メドレー（天野正道、指揮：天野正道）
マンボNo.5 - マイアミ・ビーチ・ルンバ - マンボNo.8
9. アフリカン・シンフォニー2024（三浦秀秋、指揮：天野正道）

- ゲスト&ソロ・ミュージシャン
  - 阿野次男、そうる透（ドラム）、齋藤順（ベース）、小堀浩（ギター）、エリック・ミヤシロ（トランペット）

### 派生企画
ニュー・サウンズ・イン・クリスマス（1988年）
1. クリスマス・キャロル・ファンタジー 〈メドレー〉 （星出尚志）
神の御子は - 諸人こぞりて - 牧人ひつじを - ひいらぎかざろう - あめにはさかえ - もみの木 - ああベツレヘムよ - 神の御子は
2. サンタが町にやってくる （佐々木邦雄）
3. ホワイト・クリスマス （岩井直溥）
4. 赤鼻のトナカイ （岩井直溥）
5. クリスマス・トゥデー 〈メドレー〉 （小長谷宗一）
Pearl-White Eve - クリスマス・イブ - 最後のHoly Night - ロッヂで待つクリスマス - 恋人がサンタクロース）
6. ウィンター・ワンダー・ランド （森田一浩）
7. ママがサンタにキスをした （岩井直溥）
8. ジングル・ベル （岩井直溥）
9. 聖夜（ドリーム・イン・ザ・サイレント・ナイト） 〈メドレー〉 （真島俊夫）
聖夜 - ひいらぎかざろう - クリスマスの朝 - 神の御子のイエス様は - みつかいうたいて - キャロル・オブ・ザ・ベルズ - 神の御子は - 聖夜

- 解説：石上禮男
- ゲストミュージシャン
  - 猪俣猛、北野謙一（ドラム）/荒川康男（ダブルベース&エレキベース）/中牟礼貞則（エレキギター）/市原宏祐（テナーサックス）

　ニュー・サウンズ・イン・ブラス　ユーミン・ブラス(1991年)
1. あの日にかえりたい （佐々木邦雄）
2. ルージュの伝言 （岩井直溥）
3. 中央フリーウェイ （横内章次）
4. 翳りゆく部屋 （岩井直溥）
5. 卒業写真 （星出尚志）
6. 守ってあげたい （磯崎敦博）
7. ダンダン （岩井直溥）
8. バビロン （小長谷宗一）
9. 冷たい雨 （高山直也）
10. 埠頭を渡る風 （真島俊夫）
11. 残暑 （森田一浩）
12. 満月のフォーチュン （佐橋俊彦）

ニュー・サウンズ・イン・ブラス サザン・ブラス（1992年）
1. 真夏の果実 （明光院正人）
2. C調言葉に御用心 （横内章次）
3. フリフリ'65 （岩井直溥）
4. メロディ（Melody） （小長谷宗一）
5. ミス・ブランニュー・デイ（Miss Brand-New Day） （磯崎敦博）
6. チャコの海岸物語 （岩井直溥）
7. 夏をあきらめて （星出尚志）
8. 思い過ごしも恋のうち （森田一浩）
9. いとしのエリー （後藤洋）
10. ネオ・ブラボー!! （佐橋俊彦）
11. さよならベイビー （岩井直溥）
12. 勝手にシンドバッド （真島俊夫）

- 解説：石上禮男、森田一浩
- ゲストミュージシャン
  - 猪俣猛、石松元（ドラム）/荒川康男（ベース）/エリック宮城（トランペット）/鍵和田道男（トロンボーン）/田中靖人（アルトサックス）/市原宏祐（テナーサックス）

ニュー・サウンズ・イン・アンサンブル（1990年）
1. イン・ザ・ムード （市原宏祐）
2. ムーン・リバー （岩井直溥）
3. 星に願いを （小山恭弘）
4. ティコ・ティコ （小長谷宗一）
5. サマー・サンバ （岩井直溥）
6. フォー・ブラザーズ （市原宏祐）
7. サザン・ファンタジー （森田一浩）
いとしのエリー - Bye Bye My Love - 思い過ごしも恋のうち
8. オブラディ・オブラダ （岩井直溥）
9. ジ・エンターテイナー （梶谷修）
10. 二人でお茶を （今泉有規男）
11. いそしぎ （真島俊夫）
12. メイム （岩井直溥）

- 解説：岩井直溥、石上禮男、森田一浩

ニュー・サウンズ・イン・アンサンブル Vol.2（1990年）
1. イエスタデイ （宮川彬良）
2. コーヒー・ルンバ （森田一浩）
3. ベニー・グッドマン・メドレー （岩井直溥）
その手はないよ - エア・メイル・スペシャル - メモリーズ・オブ・ユー - フライング・ホーム
4. イフ・ウィー・ホールド・オン・トゥゲザー （佐橋俊彦）
5. テイク・ファイブ （市原宏祐）
6. プリンセス・プリンセスメドレー （岩井直溥）
ダイアモンド - OH YEAH! - 世界で一番熱い夏
7. モーニン （横内章次）
8. 不思議の国のアリス （小山恭弘）
9. 白雪姫メドレー （岩井直溥）
口笛吹いて働こう - 歌とほほえみと - ハイ・ホー - いつか王子様が
10. 乾杯 （磯崎敦博）
11. Winkさ・せ・て・よ! （星出尚志）
夜にはぐれて - 愛が止まらない - 淋しい熱帯魚
12. ゴー・フォー・イット （真島俊夫）

- 解説：石上禮男、森田一浩
- ゲストミュージシャン
  - 猪俣猛（ドラム）/荒川康男（ベース）/菅坡雅彦（トランペット）/鍵和田道男（トロンボーン）/市原宏祐（テナーサックス）

ニュー・サウンズ・イン・アンサンブル Vol.3（1993年）
1. タイガー・ラグ （岩井直溥）
2. ミッシェル （秋山さやか）
3. アイ・ゴット・リズム （横内章次）
4. サウンド・オブ・ミュージック・メドレー （岩井直溥）
サウンド・オブ・ミュージック - マリア - 私のお気に入り - 2人の恋 - もうすぐ17才 - さよなら、ごきげんよう - すべての山に登れ
5. 小さな世界 （長生淳）
6. 虹の彼方に （宮川彬良）
7. 子象の行進 （小栗克巳）
8. 中村八大メドレー （森田一浩）
こんにちは赤ちゃん - 上を向いて歩こう - おさななじみ - 夢で逢いましょう - 明日があるさ
9. ザッツ・ア・プレンティ （真島俊夫）
10. 黒いオルフェ （磯崎敦博）
11. グレン・ミラー・メドレー （小山恭弘）
ムーン・ライト・セレナーデ - 茶色の小瓶 - アメリカン・パトロール
12. ジャン・ジャン・フォスター （岩井直溥）
おおスザンナ - ケンタッキーの我が家 - バンジョーを鳴らせ - 金髪のジェニー - 故郷の人々 - オールド・ブラック・ジョー

- 解説：石上禮男、森田一浩

ニュー・サウンズ・スペシャル 〜25周年記念盤〜（1997年）
70～80年代の代表曲を、新たに演奏・録音した完全新作。ゲスト・ミュージシャンによるソロの追加や、オリジナル音源にはなかったアドリブ演奏も加えられている。
1. アフリカン・シンフォニー （岩井直溥）〈'77〉
2. 追憶のテーマ （浦田健次郎）〈'75〉
3. 虹の彼方に （森田一浩）〈'87〉
4. コパカバーナ （岩井直溥）〈'87〉
5. A列車で行こう （岩井直溥）〈'79〉
6. 宝島 （真島俊夫）〈'87〉
7. オーメンズ・オブ・ラブ （真島俊夫）〈'86〉
8. サウス・ランパート・ストリート・パレード （岩井直溥）〈'86〉
9. シング・シング・シング （岩井直溥）〈'81〉
10. 踊りあかそう （岩井直溥）〈'78〉
11. ディズニー・メドレー （岩井直溥）〈'81〉
ミッキー・マウス・マーチ - 小さな世界 - ハイホー - 狼なんかこわくない - いつか王子様が - 口笛吹いて働こう - 星に願いを
12. ウィ・アー・オール・アローン （小野崎孝輔）〈'80〉

- 解説：磯田健一郎
- ゲストミュージシャン
  - ランディ・ブレッカー（トランペット）/エディ・ダニエルズ（クラリネット）/スライド・ハンプトン（トロンボーン）/ウィンセント・ハーリング（ピッコロ）/須川展也、伊東たけし（アルトサックス）/本多俊之（ソプラノサックス）/猪俣猛（ドラム）
  - そうる透（ドラム）/松本茂、荒川康男（ベース）/萩谷清（ギター）/藤森亮一（チェロ）/エリック・ミヤシロ、中沢健二、数原晋（トランペット）/中川英二郎、鍵和田道男（トロンボーン）/田中靖人（アルトサックス）/市原宏祐（テナーサックス）/千葉馨（ホルン）、東京ホルン・カルテット（ホルン）/小倉清澄（クラリネット）/山岡潤（ユーフォニアム）

ニュー・サウンズ・スペシャルII（1998年）
「ニュー・サウンズ・スペシャル 〜25周年記念盤〜」と同じく、全曲が再演奏・再録音された新作となっている。10曲目の「ブルース・オン・パレード」のみ、このCDで初めて追加された楽曲である。
1. 愛するデューク （岩井直溥）〈'78〉
2. マイ・ウェイ （岩井直溥）〈'74〉
3. 76本のトロンボーン （岩井直溥）〈'75〉
4. ゴッド・ファーザー・パートII 〜愛は誰の手に〜 （岩井直溥）〈'75〉
5. オブラディ・オブラダ （岩井直溥）〈'72〉
6. イエスタデイ （岩井直溥）〈'72〉
7. ヘイ・ジュード （岩井直溥）〈'72〉
8. ブラジル （岩井直溥）〈'81〉
9. サウンド・オブ・ミュージック 〈メドレー〉 （岩井直溥）〈'79〉
サウンド・オブ・ミュージック - ドレミの歌 - ひとりぼっちの羊飼い - さようなら、ごきげんよう - エーデルワイス - すべての山に登れ
10. ブルース・オン・パレード （岩井直溥）

- 解説：磯田健一郎
- ゲスト&ソロミュージシャン
  - ランディ・ブレッカー、数原晋、エリック・ミヤシロ（トランペット）/スライド・ハンプトン、中川英二郎（トロンボーン）/須川展也（アルトサックス）/オリタ・ノボッタ（アルトサックス&バリトンサックス）/マイケル・ブレッカー、市原宏祐（テナーサックス）/村上“ポンタ”秀一、渡嘉敷祐一（ドラム）/バカボン鈴木、高木健司（ベース）/萩谷清（ギター）

Hits Now in BRASS 1 〜春〜（1999年）
1. パワー (真島俊夫)
2. 長い間 (明光院 正人)
3. オール・マイ・トゥルー・ラヴ （星出尚志）
4. 全部だきしめて - 青の時代 （岩井直溥）
5. オール・マイ・トゥルー・ラヴ＜マイナス・ワン・ヴァージョン＞ （星出尚志）
6. 長い間＜マイナス・ワン・ヴァージョン＞ （明光院正人）

Hits Now in BRASS 2 〜夏〜（1999年）
1. だんご３兄弟 - 黒ネコのタンゴ　(岩井直溥)
2. オートマチック - ムービン・オン・ウィズアウト・ユー　（明光院正人）
3. 約束の場所へ (たかしまあきひこ)
4. 「踊る大捜査線」より リズム・アンド・ポリス　(真島俊夫）
5. だんご3兄弟 - 黒ネコのタンゴ ＜小編成ヴァージョン＞ (岩井直溥)
6. 「踊る大捜査線」より リズム・アンド・ポリス＜マイナス・ワン・ヴァージョン＞ (真島俊夫）

Hits Now in BRASS 3  組曲「スター・ウォーズ〜エピソード1 ファントム・メナス」（1999年）
「スター・ウォーズ エピソード1 ファントム・メナス」からの組曲
1. メイン・タイトル　- ナブーへの到着 (森田一浩）
2. 運命の闘い - アナキンのテーマ (星出尚志)
3. フラッグ・パレード (明光院正人)
4. オージーの大楽隊　(岩井直溥)

ニュー・サウンズ・イン・ブラス フィーチャリング 須川展也（2000年）
1. いつか王子様が （真島俊夫）
2. スペイン （本多俊之、明光院正人）
3. メモリー （岩井直溥）
4. 青春の輝き （森田一浩）
5. ア・ソング・フォー・ユー （星出尚志）
6. 煙が目にしみる （岩井直溥）
7. エスクァーロ （啼鵬、指揮：長生淳）
8. リベルタンゴ （啼鵬、指揮：長生淳）
9. オブリビオン （啼鵬、指揮：長生淳）
10. シー・ラブズ・ユー〜ヘイ・ジュード （編曲・指揮：長生淳）
シー・ラヴズ・ユー - ア・ハード・デイズ・ナイト - アンド・アイ・ラヴ・ハー - ミッシェル - ノルウェーの森 - ルーシー・イン・ザ・スカイ・ウィズ・ダイアモンズ - ウィ・キャン・ウォーク・イト・アウト - イエスタデイ - ザ・ロング・アンド・ワインディング・ロード - エリナー・リグビー - ホワイル・マイ・ギター・ジェントリー・ウィープス - サムシング - レット・イット・ビー - ヘイ・ジュード

- ソプラノサックス・アルトサックス演奏：須川展也
- 解説：緒方英子
- ゲスト&ソロ・ミュージシャン
  - 渡嘉敷祐一（ドラム）/松本茂（ベース）/杉本喜代志（ギター）/数原晋（トランペット）/中川英二郎（トロンボーン）/市原宏祐（テナーサックス）/朝川朋之（ハープ）

ニュー・サウンズ・イン・ブラス・スペシャル
- 不定期で以下の作品が発売されている。主にシリーズ発売後に話題となった作品が中心である。

1. NHK連続テレビ小説「瞳」～メインテーマ・瞳～ -トロンボーンとウインドオーケストラのための- (作曲：山下康介) (2008年)
2. アナと雪の女王 (星出尚志) (2014年)
レット・イット・ゴー 〜ありのままで～ - 生まれてはじめて
3. グレイテスト・ショーマン(星出尚志)  (2018年)
ザ・グレイテスト・ショー - ネヴァー・イナフ - ディス・イズ・ミー　- フロム・ナウ・オン